# 이찬혁 (야구 선수)
이찬혁(1998년 8월 19일~)은 전 KBO 리그 SSG 랜더스의 투수이다.

## LG 트윈스시절
2017년에 2차 3라운드 전체 22번으로 지명되었다. 지명 후에는 주로 2군에 있었다. 2018년에 입대했고, 2020년 2월에 제대했다. 이후 2군에서 1점대 평균자책점을 기록했다. 2020년 7월 24일 두산전에서 구원 등판하며 데뷔 첫 경기를 치렀고, 경기에서 0.1이닝 무실점을 기록했다. 2023년 시즌 후 방출됐다.

## SSG 랜더스시절
2024년에 입단하였다.

## 출신 학교
- 서울도신초등학교
- 서울 강남중학교
- 서울고등학교

## 통산 기록
| 연도 | 팀명  | 평균자책점 | 경기 | 완투 | 완봉 | 승 | 패 | 세 | 홀 | 승률 | 타자 | 이닝 | 피안타 | 피홈런 | 볼넷 | 사구 | 탈삼진 | 실점 | 자책점 |
| ---- | ----- | ---------- | ---- | ---- | ---- | -- | -- | -- | -- | ---- | ---- | ---- | ------ | ------ | ---- | ---- | ------ | ---- | ------ |
| 2020 | LG    | 5.40       | 4    | 0    | 0    | 0  | 0  | 0  | 0  | -    | 17   | 3.1  | 4      | 1      | 3    | 1    | 1      | 2    | 2      |
| 통산 | 1시즌 | 5.40       | 4    | 0    | 0    | 0  | 0  | 0  | 0  | -    | 17   | 3.1  | 4      | 1      | 3    | 1    | 1      | 2    | 2      |